# Surrepifungium costulatum
Surrepifungium costulatum is een slakkensoort uit de familie van de Epitoniidae. De wetenschappelijke naam van de soort is voor het eerst geldig gepubliceerd in 1839 door Kiener.